# ويليام هورن
ويليام هورن (بالإنجليزية: Titch Horne)‏ (19 أبريل 1881 ببليموث في المملكة المتحدة - 1930 ببليموث في المملكة المتحدة) هو لاعب كرة قدم بريطاني (وحمل سابقاً جنسية المملكة المتحدة لبريطانيا العظمى وأيرلندا) في مركز حراسة المرمى. لعب مع نادي بليموث أرجايل ونادي فولهام وTavistock A.F.C. ‏.